# Tossal de la Costa (la Torre de Cabdella)
El Tossal de la Costa és una muntanya de 2.604,4 m. alt. del terme municipal de la Torre de Cabdella, en el municipi primigeni d'aquest nom, pertanyent a la comarca del Pallars Jussà.
És a llevant del Tossal d'Astell, i al sud-oest del Tossal de la Collada Gran. Queda a ponent del poble d'Aiguabella.